# PSV Grün-Weiß Wiesbaden
Der Polizei-Sport-Verein (PSV) Grün-Weiß Wiesbaden ist ein deutscher Sportverein aus Wiesbaden. Der Verein hat heute über 1300 Mitglieder.

## Geschichte
Der Verein wurde am 16. Februar 1925 als Polizei-Sportverein Wiesbaden gegründet. 1941 wird der Verein zwangsweise in Sportgemeinschaft der Ordnungspolizei Wiesbaden umbenannt. Im Laufe des Zweiten Weltkrieges kam das Vereinsleben vollkommen zum Erliegen. Am 1. November 1946 erhielt der Verein die Genehmigung, seine sportlichen Aktivitäten im Kreis Wiesbaden als Polizeisportverein Wiesbaden wiederaufleben zu lassen. Da das Tragen des Namens Polizeisportverein Schwierigkeiten mit sich brachte, wurde der Verein am 23. August 1949 in SV Grün-Weiß Wiesbaden umbenannt. Erst seit dem 27. Januar 1971 tritt der Verein wieder unter seinem heutigen Namen auf.

## Abteilungen
Im Verein gibt es die Abteilungen Badminton, Fußball, Gymnastik, Handball, Ju-Jutsu, Schwimmen, Schießsport, Schach und Wandern.

## Erfolge

### Badminton
Neben zahlreichen Medaillen im Nachwuchsbereich und bei den Erwachsenen erkämpfte sich das Team des PSV Grün-Weiß Wiesbaden 1976 und 2000 jeweils den dritten Platz in der Badminton-Bundesliga. In der Saison 1997/1998 wurde man sogar Vizemeister.
| Saison    | Veranstaltung                     | Disziplin    | Platz | Name |
| --------- | --------------------------------- | ------------ | ----- | --- |
| 1969/1970 | Deutsche Einzelmeisterschaft      | Herreneinzel | 2     | Torsten Winter (PSV Grün-Weiß Wiesbaden) |
| 1969/1970 | Deutsche Einzelmeisterschaft      | Herrendoppel | 1     | Siegfried Betz / Torsten Winter (MTV München 1879 / PSV Grün-Weiß Wiesbaden) |
| 1974/1975 | Deutsche Einzelmeisterschaft      | Dameneinzel  | 3     | Jutta Vogel (GW Wiesbaden) |
| 1974/1975 | Deutsche Einzelmeisterschaft      | Herrendoppel | 3     | Torsten Winter / Hugo Wilmes (PSV Grün-Weiß Wiesbaden) |
| 1975/1976 | Deutsche Mannschaftsmeisterschaft | Mannschaft   | 3     | GW Wiesbaden |
| 1975/1976 | Deutsche Einzelmeisterschaft      | Herrendoppel | 3     | Torsten Winter / Hugo Wilmes (PSV Grün-Weiß Wiesbaden) |
| 1977/1978 | Deutsche Einzelmeisterschaft      | Damendoppel  | 2     | Jutta Vogel (Grün-Weiß Wiesbaden) / Elke Weber (VfL Wolfsburg) |
| 1979/1980 | Deutsche Einzelmeisterschaft      | Herrendoppel | 2     | Georg Simon (TuS Wiebelskirchen) / Olaf Rosenow (GW Wiesbaden) |
| 1994/1995 | Deutsche Einzelmeisterschaft      | Dameneinzel  | 1     | Heike Schönharting (PSV Grün-Weiß Wiesbaden) |
| 1995/1996 | Deutsche Einzelmeisterschaft      | Dameneinzel  | 1     | Heike Schönharting (PSV Grün-Weiß Wiesbaden) |
| 1996/1997 | Deutsche Hochschulmeisterschaften | Dameneinzel  | 1     | Birgit Schönharting (FH Wiesbaden) |
| 1997/1998 | Deutsche Einzelmeisterschaft      | Herrendoppel | 3     | Kai Mitteldorf / Stefan Frey (BC Eintracht Südring Berlin / Grün-Weiß Wiesbaden) |
| 1997/1998 | Deutsche Einzelmeisterschaft      | Dameneinzel  | 3     | Heike Schönharting (Grün-Weiß Wiesbaden) |
| 1997/1998 | Deutsche Mannschaftsmeisterschaft | Mannschaft   | 2     | PSV Grün-Weiß Wiesbaden |
| 1999/2000 | Deutsche Einzelmeisterschaft      | Damendoppel  | 1     | Anika Sietz / Nicol Pitro (PSV Grün-Weiß Wiesbaden / SV Fortuna Regensburg) |
| 2000/2001 | Deutsche Einzelmeisterschaft      | Mixed        | 3     | Michael Helber / Karen Neumann (Wiesbaden / FC Langenfeld) |
| 2000/2001 | Deutsche Einzelmeisterschaft      | Herrendoppel | 3     | Ingo Kindervater / Michael Helber (1. BC Beuel / GW Wiesbaden) |
| 2000/2001 | Deutsche Einzelmeisterschaft      | Damendoppel  | 3     | Anika Sietz / Petra Overzier (GW Wiesbaden / TTC Brauweiler) |
| 2000/2001 | Deutsche Einzelmeisterschaft      | Herreneinzel | 3     | Oliver Pongratz (GW Wiesbaden) |
| 2000/2001 | Deutsche Mannschaftsmeisterschaft | Mannschaft   | 3     | GW Wiesbaden |
| 2001/2002 | Deutsche Mannschaftsmeisterschaft | Mannschaft   | 4     | GW Wiesbaden (Mark Constable, Klaus Ebeling, Darren Hall, Michael Helber, Jon Holst-Christensen, Rexy Mainaky, Yoseph Phoa, Oliver Pongratz, Richard Vaughan, Arnd Vetters, Karina de Wit, Lotte Jonathans, Heike Laufer, Nicole Phoa, Nicole van Hooren) |
| 2001/2002 | Deutsche Einzelmeisterschaft      | Herreneinzel | 3     | Oliver Pongratz (PSV GW Wiesbaden) |

### Ju-Jutsu
Die Ju-Jutsu-Abteilung zählt zur nationalen und internationalen Spitze. Bei den deutschen Meisterschaften 1999 war der PSV Wiesbaden der erfolgreichste Verein.

### Schach
Mit Eric Lobron entstammt ein Schachgroßmeister dem Verein. Er spielte später für den TSV Schott Mainz, Königsspringer Frankfurt, die Solinger SG 1868 (später als SG 1868-Aljechin Solingen), die FTG Frankfurt, den SC Stadthagen und Empor Berlin in der deutschen Schachbundesliga.